# Chlorops tomentosus
Chlorops tomentosus är en tvåvingeart som beskrevs av Smirnov och Lidia Ivanovna Fedoseeva 1978. Chlorops tomentosus ingår i släktet Chlorops och familjen fritflugor.
Artens utbredningsområde är Mongoliet. Inga underarter finns listade i Catalogue of Life.